# 易卜拉欣·鲁戈瓦
易卜拉欣·魯戈瓦（發音：[ibɾahim ɾugova]；1944年12月2日—2006年1月21日），出生於第二次世界大戰意大利王国佔領下的南斯拉夫，阿爾巴尼亞族，科索沃共和國國父。是前科索沃總統及科索沃主要政黨科索沃民主聯盟領導人。1980年代間曾擔任科索沃作家協會主席。

## 政治生涯
1989年當前南斯拉夫联邦共和国塞爾維亞共和國修改憲法，取締科索沃自治省地位，魯戈瓦即與科索沃215名知識份子公開簽名表示反對，從此開始了其政治生涯。魯戈瓦從1989年起領導科索沃的阿爾巴尼亞人以非暴力的方式來抗議自治權被來自米洛塞維奇當局的剝奪，因此魯戈瓦被視為溫和主義者，同年12月魯戈瓦創建「科索沃民主聯盟」。經過與塞爾維亞長期抗爭後，於1999年科索沃戰爭北約轟炸南斯拉夫後，由聯合國托管科索沃。魯戈瓦也被科索沃的阿爾巴尼亞人尊稱為「國父」 （页面存档备份，存于）。2002年自治議會直接選舉，科索沃民主聯盟成為最大黨。2002年3月，經4輪選舉，魯戈瓦成為第一任科索沃臨時自治管理機構總統，2005年10月再次連任。2006年1月21日魯戈瓦因肺癌去世，享年62歳。

## 外部連結
- 科索沃總統魯戈瓦病逝

| 前任： 首任 | 科索沃總統 1992年－2006年 | 繼任： 法特米尔·塞伊迪乌 |